# Wonder Stories
Wonder Stories fue una antigua revista estadounidense de ciencia ficción, publicada bajo varios títulos entre 1929 y 1955. Fue fundada por Hugo Gernsback en 1929, luego de que perdiera el control sobre su primera revista de ciencia ficción, Amazing Stories, cuando su compañía de media Experimenter Publishing entró en bancarrota. A los pocos meses de la quiebra, Gernsback lanzó tres revistas: Air Wonder Stories, Science Wonder Stories y Science Wonder Quarterly.
Air Wonder Stories y Science Wonder Stories se unificaron en 1930 como Wonder Stories, y la publicación trimestral se rebautizó Wonder Stories Quarterly. Las revistas no tuvieron éxito económico, y en 1936 Gernsback vendió Wonder Stories a Ned Pines de Beacon Publications, donde retitulada Thrilling Wonder Stories, continuó por cerca de 20 años. La fecha del último número fue Invierno de 1955, y el título fue luego unificado con Startling Stories, otra revista de ciencia ficción de Pines. A su vez Startling duró solo hasta fines de 1955 antes de sucumbir finalmente por la declinación de la industria de revistas pulp.
Los directores durante la época de Gernsback fueron David Lasser, quien trabajó mucho para mejorar la calidad de la ficción, y desde mediados de 1933,Charles Hornig. Ambos publicaron historias exitosas, como Una odisea marciana de Stanley Weinbaum, pero los esfuerzos de Hornig en particular fueron ensombrecidos por el éxito de Astounding Stories, que se convirtió en la revista líder en el nuevo género de la ciencia ficción. Bajo su nuevo nombre, Thrilling Wonder Stories, fue al principio incapaz de mejorar su calidad. Durante un período a inicios de la década de 1940 fue preferida por los lectores jóvenes, con un tono editorial juvenil y tapas que mostraban hermosas mujeres en sugerentes e inverosímiles trajes espaciales. Los directores posteriores comenzaron a mejorar la ficción, y para fines de la década de 1940, en la opinión del historiador Mike Ashley, la revista casi rivalizaba con Astounding.

## Historia de la publicación
A fines del siglo XIX, la literatura se enfocó en la invención científica y el futuro, en la tradición de Julio Verne, con apariciones regulares en las revistas pulp de ciencia ficción. Revistas como Munsey's Magazine y Argosy, lanzadas en 1889 y 1896 respectivamente, publicaban algo de ciencia ficción cada año. Algunas publicaciones de lujo como McClure's Magazine, que pagaban bien y eran las preferidas de una audiencia literaria, también incluyeron historias científicas, pero en los primeros años del siglo XX, la ciencia ficción (aunque todavía no era llamada así) fue apareciendo cada vez más a menudo en las revistas pulp que en las de lujo. La primera revista de ciencia ficción, Amazing Stories, la lanzó Hugo Gernsback en 1926, en el cenit de la era de las revistas pulp. Esto ayudó a formar el género como algo separado, y para fines de la década de 1930 comenzó una «Era de oro de la ciencia ficción», iniciada por los esfuerzos de John W. Campbell, director de Astounding Science Fiction. Wonder Stories se lanzó en la era pulp, poco después de Amazing Stories, y se mantuvo durante toda la Edad de oro hasta bien entrada la década de 1950.

### Era Gernsback
|                                                                                   | Ene | Feb | Mar | Abr  | May  | Jun | Jul | Ago | Sep | Oct | Nov | Dic |
| --------------------------------------------------------------------------------- | --- | --- | --- | ---- | ---- | --- | --- | --- | --- | --- | --- | --- |
| 1929                                                                              |     |     |     |      |      |     | 1/1 | 1/2 | 1/3 | 1/4 | 1/5 | 1/6 |
| 1930                                                                              | 1/7 | 1/8 | 1/9 | 1/10 | 1/11 |     |     |     |     |     |     |     |
| Números de volumen y edición de Air Wonder Stories. El director fue David Lasser. |     |     |     |      |      |     |     |     |     |     |     |     |

La nueva revista de Gernsback, Amazing Stories, fue exitosa, pero perdió el control de la editorial cuando cayó en bancarrota en febrero de 1929. Para abril ya había formado una nueva compañía, Gernsback Publications Incorporated, y creado dos subsidiarias: Techni-Craft Publishing Corporation y Stellar Publishing Corporation. Gernsback envió cartas a sus publicistas con sus planes para nuevas revistas; la lista de correo que utilizó provino ciertamente de los sucriptores de Amazing Stories. Esto puede haber sido ilegal, ya que la lista era propiedad de Irving Trust, síndico de la bancarrota. Gernsback negó bajo juramento haber utilizado la lista, pero los historiadores coinciden en que debió hacerlo. Las cartas también consultaban a los potenciales suscriptores sobre el nombre de la nueva revista; votaron por "Science Wonder Stories", que pasó a ser el nombre de una de las nuevas revistas.
|                                                                                       | Ene | Feb | Mar  | Abr  | May  | Jun | Jul | Ago | Sep | Oct | Nov | Dic |
| ------------------------------------------------------------------------------------- | --- | --- | ---- | ---- | ---- | --- | --- | --- | --- | --- | --- | --- |
| 1929                                                                                  |     |     |      |      |      | 1/1 | 1/2 | 1/3 | 1/4 | 1/5 | 1/6 | 1/7 |
| 1930                                                                                  | 1/8 | 1/9 | 1/10 | 1/11 | 1/12 |     |     |     |     |     |     |     |
| Números de volumen y edición de Science Wonder Stories. el director fue David Lasser. |     |     |      |      |      |     |     |     |     |     |     |     |

La recuperación de Gernsback de la quiebra fue marcadamente rápida. A principios de junio había lanzado las tres revistas, dos de las cuales publicaban ciencia ficción. La edición de junio de 1929 de Science Wonder Stories apareció en las distribuidoras en mayo de 1929, y fue seguida el 5 de junio por la edición «julio 1929» de Air Wonder Stories. Ambas revistas eran bimestrales, con Gernsback como redactor jefe y David Lasser como director. Lasser no tenía experiencia previa y poco conocimiento de la ciencia ficción, pero su reciente licenciatura en el MIT convenció a Gernsback para contratarlo.
Gernsback sostenía que la ciencia ficción era educativa. Repetidamente aseguraba esto en Amazing Stories, y continuó haciéndolo en las editoriales de las nuevas revistas, diciendo, por ejemplo que «los maestros promueven la lectura de esta ficción porque saben que le da a los alumnos conocimientos básicos de ciencia y aviación». También reclutó un panel de «maestros reconocidos a nivel nacional, (quienes) pasan sobre los principios científicos de todas las historias». El historiador de la ciencia ficción Everett Bleiler llama a esto «una falsedad pura y simple», sosteniendo que «no hay evidencia que las personas del panel, como por ejemplo Lee De Forest, fueran científicos de renombre o tuvieran alguna influencia editorial». Sin embargo, Donald Menzel, el astrofísico del panel dijo que Gernsback le enviaba manuscritos y que había hecho cambio sobre ellos en función de sus observaciones.
| | Ene | Feb | Mar  | Abr  | May  | Jun | Jul | Ago | Sep | Oct | Nov | Dic |
| --- | --- | --- | ---- | ---- | ---- | --- | --- | --- | --- | --- | --- | --- |
| 1930 |     |     |      |      |      | 2/1 | 2/2 | 2/3 | 2/4 | 2/5 | 2/6 | 2/7 |
| 1931 | 2/8 | 2/9 | 2/10 | 2/11 | 2/12 | 3/1 | 3/2 | 3/3 | 3/4 | 3/5 | 3/6 | 3/7 |
| 1932 | 3/8 | 3/9 | 3/10 | 3/11 | 3/12 | 4/1 | 4/2 | 4/3 | 4/4 | 4/5 | 4/6 | 4/7 |
| 1933 | 4/8 | 4/9 | 4/10 | 4/11 | 4/12 | 5/1 |     | 5/2 | 5/2 | 5/3 | 5/4 | 5/5 |
| 1934 | 5/6 | 5/7 | 5/8  | 5/9  | 5/10 | 6/1 | 6/2 | 6/3 | 6/4 | 6/5 | 6/6 | 6/7 |
| 1935 | 6/8 | 6/9 | 6/10 | 6/11 | 6/12 | 7/1 | 7/2 | 7/3 | 7/4 | 7/5 |     | 7/6 |
| 1936 |     | 7/7 |      | 7/8  |      |     |     |     |     |     |     |     |
| Ediciones de Wonder Stories desde la unificación con Science Wonder y Air Wonder hasta la adquisición por Beacon Publications, indicando directores: Lasser (azul, 1930-1933), y Hornig (amarillo, 1933-1936) |     |     |      |      |      |     |     |     |     |     |     |     |

En 1930 Gernsback decidió unificar Science Wonder Stories y Air Wonder Stories en Wonder Stories. Se desconoce el motivo, aunque se piensa que necesitaba espacio en su esquema de impresiones para su nueva revista, Aviation Mechanics. Bleiler ha sugerido que la unificación la causaron las pobres ventas y la consecuente necesidad de reducciones. Además Air Wonder Stories estaba concentrada en un nicho muy específico para tener éxito. En una editorial justo antes de que Science Wonder Stories cambiara su nombre, Gernsback comentó que la palabra «Science» en el título «tendió a retardar el progreso de la revista, porque mucha gente tenía la impresión que era una suerte de periódico científico en lugar de una revista de ficción». Irónicamente la inclusión de «science» fue la razón por la que el escritor Isaac Asimov comenzó a leer la revista; cuando vio la edición de 1929, obtuvo permiso de su padre en la creencia de que era claramente educacional. La preocupación sobre la mercadotecnia de los títulos parece haber llegado a la portada de las dos últimas ediciones de Science Wonder, con la palabra «Science» impresa en un color que hacía difícil distinguirla. Arriba de la tapa aparecían tres palabras «Misterio-Aventura-Romance», la última de las cuales era una forma sorprendente de publicitar una revista de ciencia ficción.
La primera edición de la revista unificada apareció en junio de 1930, todavía con frecuencia mensual, con Lasser como director. La numeración de los volúmenes continuó la de Science Wonder Stories, por lo que Wonder Stories es recordada generalmente como una segunda etapa de Science Wonder Stories. Gernsback produjo también una revista hermana para Science Wonder Stories titulada Science Wonder Quarterly, cuya primera edición se publicó en el otoño de 1929. Se realizaron tres ediciones con este título, pero después de la unificación Gernsback cambió el título a Wonder Stories Quarterly, con unas once ediciones posteriores.
| 1929 |     |     |     | 1/1 |
| 1930 | 1/2 | 1/3 | 1/4 | 2/1 |
| 1931 | 2/2 | 2/3 | 2/4 | 3/1 |
| 1932 | 3/2 | 3/3 | 3/4 | 4/1 |
| 1933 | 4/2 |     |     |     |
| Science Wonder Quarterly (primeras tres ediciones) y Wonder Stories Quarterly (ediciones siguientes). El editor fue David Lasser. |     |     |     |     |

En julio de 1933 Gernsback prescindió de Lasser como editor. Lasser se había dedicado a promover los derechos de los trabajadores y dedicaba menos tiempo a sus deberes editoriales. De acuerdo con Lasser, Gernsback le dijo «si a Ud. le gusta tanto trabajar con los desempleados, le sugiero que vaya y se una a ellos». Es probable que la causa fuera también la reducción de costos: Lasser ganaba 65 dólares por semana, un salario importante en esa época. Poco después de la ida de Lasser, Gensback recibió de un lector una fanzine titulada «The Fantasy Fan». Gernsback llamó al lector a su oficina, (se trataba de Charles Hornig) para entrevistarlo por el empleo de director: Hornig resultó tener 17 años, pero Gensback lo probó dándole un manuscrito para revisar, y los resultados le parecieron satisfactorios. Hornig fue contratado con un salario inicia de 20 dólares semanales. Ese mismo año, Gernsback disolvió Stellar Publications y creó Continental Publications como nueva editorial de Wonder Stories. La frecuencia fue errática al principio, salteando las ediciones de julio y septiembre de 1933; la bancarrota de la distribuidora de la compañía, Eastern Distributing Corporation puede haber sido responsable en parte de estas irregularidades. La primera edición con Continental en el encabezado y Hornig en el listado como director, fue la de noviembre de 1933.
En 1934 Wonder Stories tenía una circulación de cerca de 25 000 ejemplares, comparable con Amazing Stories, que había descendido de un máximo anterior de 100 000. Gernsback consideraba emitir una revista reimpresa en 1934, Wonder Stories Reprint Annual, pero nunca se concretó. Ese año experimentó con otras revistas de ficción, Pirate Stories y High Seas Adventures, pero ninguna resultó exitosa.Wonder Stories también fue declinando, y en noviembre de 1935 comenzó a salir en forma bimestral. Gernsback tenía reputación de ser lento para pagar, y así pasó a ser impopular entre los escritores; en 1936 falló en pagarle a Laurence Manning, uno de sus escritores más seguros. El equipo era a veces obligado a demorar el cobro de sus cheques por varias semanas. Gernsback sentía que la culpa era de los vendedores que devolvían ejemplares sin vender, para luego revenderlos a precio reducido. Para evitar a los vendedores, hizo una súplica a sus lectores en marzo de 1936, pidiéndoles que se suscribieran, y proponiéndoles distribuir Wonder Stories únicamente por suscripción. Hubo poca respuesta, y Gernsback decidió vender. Llegó a un acuerdo con Ned Pines, de Beacon Magazines, y el 21 de febrero de 1936 Wonder Stories fue transferida.

### Thrilling Wonder Stories
| |      | Primavera | Primavera | Primavera | Verano | Verano | Verano | Otoño | Otoño | Otoño | Invierno | Invierno |
| | Ene  | Feb       | Mar       | Abr       | May    | Jun    | Jul    | Ago   | Sep   | Oct   | Nov      | Dic      |
| --- | ---- | --------- | --------- | --------- | ------ | ------ | ------ | ----- | ----- | ----- | -------- | -------- |
| 1936 |      |           |           |           |        |        |        | 8/1   |       | 8/2   |          | 8/3      |
| 1937 |      | 9/1       |           | 9/2       |        | 9/3    |        | 10/1  |       | 10/2  |          | 10/3     |
| 1938 |      | 11/1      |           | 11/2      |        | 11/3   |        | 12/1  |       | 12/2  |          | 12/3     |
| 1939 |      | 13/1      |           | 13/2      |        | 13/3   |        | 14/1  |       | 14/2  |          | 14/3     |
| 1940 | 15/1 | 15/2      | 15/3      | 16/1      | 16/2   | 16/3   | 17/1   | 17/2  | 17/3  | 18/1  | 18/2     | 18/3     |
| 1941 | 19/1 | 19/2      | 19/3      | 20/1      |        | 20/2   |        | 20/3  |       | 21/1  |          | 21/2     |
| 1942 |      | 21/3      |           | 22/1      |        | 22/2   |        | 22/3  |       | 23/1  |          | 23/2     |
| 1943 |      | 23/3      |           | 24/1      |        | 24/2   |        | 24/3  |       | 25/1  |          |          |
| 1944 | 25/2 |           |           | 25/3      |        |        | 26/1   |       |       | 26/2  |          |          |
| 1945 | 26/3 |           |           | 27/1      |        |        | 27/2   |       |       | 27/3  |          |          |
| Ediciones de Thrilling Wonder Stories de 1936 a 1945. Los directores fueron Mort Weisinger (verde, 1936–1941), Oscar Friend (rosa, 1941–1944), y Sam Merwin (púrpura, 1945). El subrayado indica una edición trimestral (ej. "Invierno 1944") en lugar de mensual. |      |           |           |           |        |        |        |       |       |       |          |          |

Las revistas de Pines incluían varias con "Thrilling" en el título, como Thrilling Detective y Thrilling Love Stories. Estaban dirigidas por Leo Margulies, que contrató a Mort Weisinger , entre otros, y la carga de trabajo se incrementó a principios de la década de 1930. Weisinger era un fanático activo de la ciencia ficción, y cuando se adquirió Wonder Stories Margulies lo relacionó con el trabajo de edición. El grupo de Margulies trabajaba como un equipo, con él como redactor jefe y poseedor de la última palabra en todas las decisiones. Sin embargo, como Weisinger era buen conocedor de ciencia ficción, pronto adquirió libertad de acción. y los especialistas por lo general mencionan a Weisinger como el director de la revista para este período.
El título se cambió a Thrilling Wonder Stories para ser coherente con el resto de la línea Thrilling. La primera edición apareció en agosto de 1936; cuatro meses después de la última Wonder Stories de Gernsback. Wonder Stories fue mensual hasta poco antes de las últimas ediciones de Gernsback; Thrilling Wonder fue lanzada directamente en forma bimestral. En febrero de 1938 Weisinger consultó a los lectores sobre la idea de una revista hermana; la respuesta fue positiva, y en enero de 1939 apareció la primera edición de Startling Stories, alternando mensualmente con Thrilling Wonder. Un año después Thrilling Wonder era mensual: esto duró durante ocho meses, y la frecuencia bimestral volvió después de abril de 1941. Weisinger se fue ese verano, y fue reemplazado en ambas revistas por Oscar J. Friend, un escritor pulp con más experiencia en westerns que en ciencia ficción, a pesar de haber publicado una novela, El niño de Marte en Startling Stories un año antes. A mediados de 1943 ambas revistas pasaron a ser trimestrales, y hacia el final de 1944 Friend fue reemplazado por Sam Merwin, Jr.. La frecuencia trimestral se mantuvo hasta después de la finalización de la Segunda Guerra Mundial: Thrilling Wonder volvió a ser bimestral en la edición de diciembre de 1946, y volvió a alternar con Startling que regresó a bimestral en enero de 1947. Merwin se fue en 1951 para convertirse en un editor independiente, y fue reemplazado por Samuel Mines, que había trabajado para Ned Pines desde 1942.
El logo de Thrilling Wonder, un hombre con alas sobre el fondo de una montaña de cristal fue tomado de la historia de Noel Loomis, La montaña de cristal.
| |          | Primavera | Primavera | Primavera | Verano | Verano | Verano | Otoño | Otoño | Otoño | Primavera | Primavera |
| | Ene! Feb | Mar       | Abr       | May       | Jun    | Jul    | Ago    | Sep   | Oct   | Nov   | Dic       |           |
| --- | -------- | --------- | --------- | --------- | ------ | ------ | ------ | ----- | ----- | ----- | --------- | --------- |
| 1946 | 28/1     |           |           | 28/2      |        |        | 28/3   |       |       | 29/1  |           | 29/2      |
| 1947 |          | 29/3      |           | 30/1      |        | 30/2   |        | 30/3  |       | 31/1  |           | 31/2      |
| 1948 |          | 31/3      |           | 32/1      |        | 32/2   |        | 32/3  |       | 33/1  |           | 33/2      |
| 1949 |          | 33/3      |           | 34/1      |        | 34/2   |        | 34/3  |       | 35/1  |           | 35/2      |
| 1950 |          | 35/3      |           | 36/1      |        | 36/2   |        | 36/3  |       | 37/1  |           | 37/2      |
| 1951 |          | 37/3      |           | 38/1      |        | 38/2   |        | 38/3  |       | 39/1  |           | 39/2      |
| 1952 |          | 39/3      |           | 40/1      |        | 40/2   |        | 40/3  |       | 41/1  |           | 41/2      |
| 1953 |          | 41/3      |           | 42/1      |        | 42/2   |        | 42/3  |       |       | 43/1      |           |
| 1954 | 43/2     |           |           | 43/3      |        |        | 44/1   |       |       | 44/2  |           |           |
| 1955 | 44/3     |           |           |           |        |        |        |       |       |       |           |           |
| Ediciones de Thrilling Wonder Stories de 1946 a 1955. Los directores eran Sam Merwin (púrpura, 1946–1951), Samuel Mines (naranja, 1951–1954), y Alexander Samalman (gris 1954–1955). Subrayado indica que la edición fue titulada como trimestral (ej. "Invierno 1946") en lugar de mensual. |          |           |           |           |        |        |        |       |       |       |           |           |

Para el verano de 1949 Street & Smith, una de las editoriales pulp más importantes, había cerrado sus publicaciones. El formato estaba muriendo, aunque todavía tomó varios años para desaparecer totalmente. Tanto Thrilling Wonder como Startling eran cuatrimestrales en 1954, y al final de ese año Mines renunció. Las revistas no le sobrevivieron mucho; solo dos ediciones más para Thrilling Wonder, dirigidas por Alexander Samalman. Ya iniciado el año 1955, Thrilling Wonder fue unificado con Startling, que cesó a su vez la publicación a fin de año. Luego del cese de Thrilling Wonder Stories la vieja Wonder Stories fue relanzada por dos ediciones, publicadas en 1957 y 1963. Ambas fueron editadas por Jim Hendryx Jr. y numeradas como volumen 45, números 1 y 2, continuando la numeración de volúmenes de Thrilling Wonder. Las dos eran selecciones de ediciones antiguas de Thrilling Wonder; la segunda convenció a Ned Pines, el editor que había comprado Wonder Stories a Gernsback en 1936 y mantenía los derechos de las historias, a comenzar una revista de reimpresiones llamada Treasury of Great Science Fiction Stories.
En 2007, Winston Engle publicó una nueva revista en formato libro titulada Thrilling Wonder Stories, con una tapa fechada Verano 2007. Engle comentó que «no fue un pastiche o un ejercicio nostálgico sino ciencia ficción moderna con entretenimiento, valores de inspiración y la excitación de la edad de oro». En 2009 apareció un segundo volumen.

## Contenido y respuesta

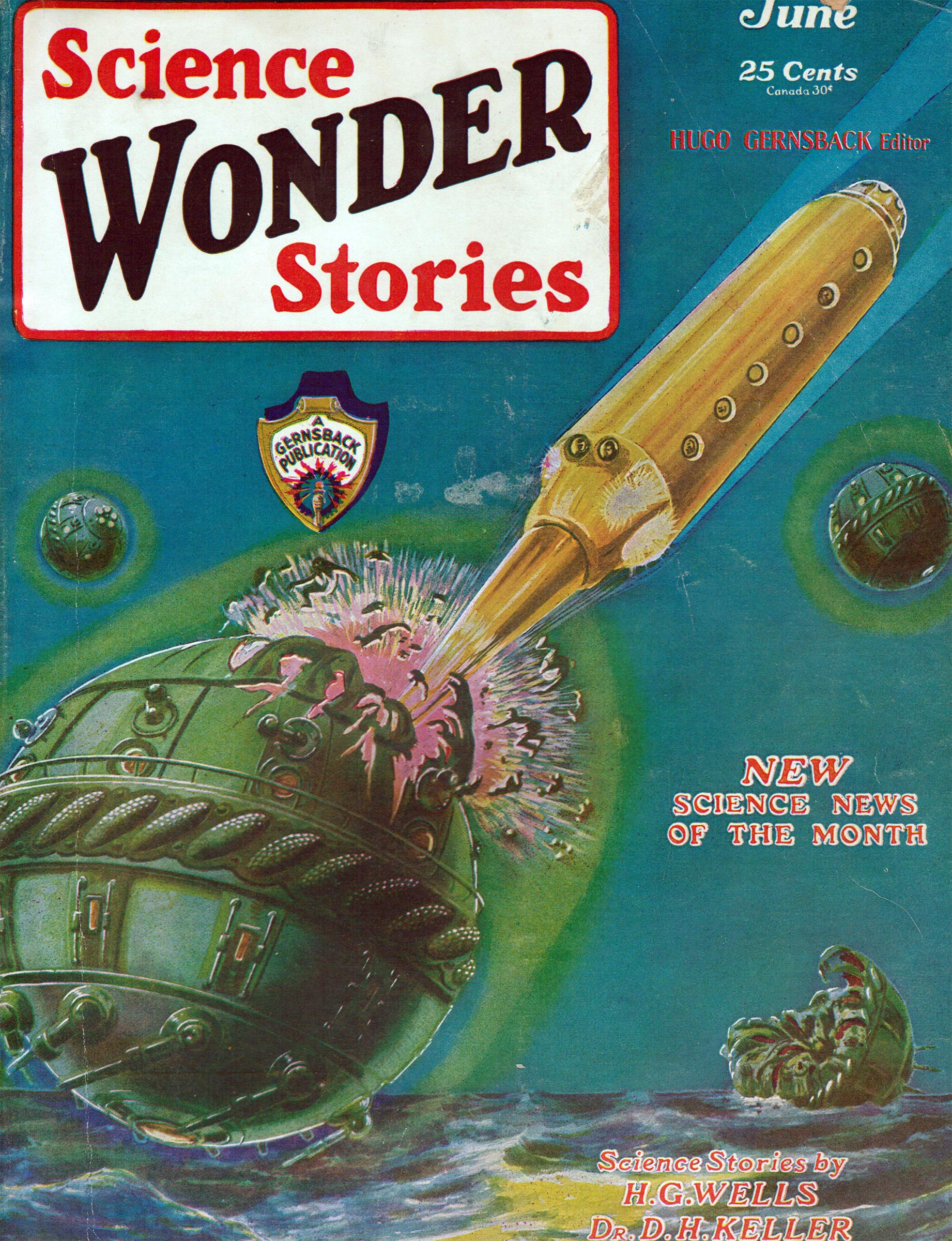
La primera edición de Science Wonder Stories, junio de 1929. La portada es de Frank R. Paul.

Cuando se lanzó Air Wonder Stories a mediados de 1929, ya había revistas pulp como Sky Birds y Flying Aces , que se enfocaban en aventuras aéreas. La primera nota editorial de Gernsback descartó estas como «provenientes del salvaje oeste, aventuras de guerra mundial, revienta cielos ». En contraste, Gernsback dijo que planeaba llenar Air Wonder «únicamente con historias voladoras del futuro, estrictamente con aspectos técnicos y mecánicos, llenos de aventura, exploración y logros». Se incluyó material de aviación que no era ficción, incluyendo cuestionarios, artículos cortos y revisión de libros. Las cartas de lectores demostraron que eran más los lectores de ciencia ficción que de aviación, y Gernsback luego comentó que la superposición con Science Wonder representaba un 90%, número que presumiblemente refería solo a los suscriptores, no a las ventas totales.
Gernsback hizo frecuentes encuestas de lectores, una de las cuales, anunciada en la edición de febrero de 1930 de Air Wonder Stories, consultaba por eslóganes para la revista. John Wyndham, que luego alcanzaría fama como autor de El día de los trífidos, ganó con «Future Flying Fiction», presentado con su nombre real,John Beynon Harris. Luego ese mismo año, una encuesta en Science Wonder Quarterly consultó sobre la respuesta a «¿Qué he hecho para difundir la ciencia ficción?». El ganador fue Raymond Palmer, que luego sería editor de la revista de Guernsback Amazing Stories. Ganó por su rol en fundar un «Club de correspondencia científica».
La primera edición de Science Wonder incluyó la primera parte de la serie El reino de Ray de Fletcher Pratt y Irwin Lester, y cuentos cortos de Stanton Coblentz y David H. Keller. Air Wonder comenzó con la reedición de otra serie, El arca de la alianza de Victor MacClure. Los escritores que aparecieron primero en las páginas de estas revistas fueron, entre otros, Neil R. Jones, Ed Earl Repp, Raymond Z. Gallun y Lloyd Eshbach. La calidad de la ciencia ficción publicada en esta época era generalmente baja, y Lasser estaba dispuesto a mejorarla. El 11 de mayo de 1931 escribió a sus contribuyentes regulares para decirles que sus historias de ciencia ficción «debían hacer frente con realismo al efecto sobre la gente, en forma individual y grupal, de una invención científica o un descubrimiento....en otras palabras, permitir la certeza de que una cierta máquina o descubrimiento es posible, y luego mostrar cuáles serían sus consecuencias lógicas y dramáticas sobre el mundo; también cuál sería el efecto sobre el grupo de personajes que ustedes eligen para desarrollar el tema».

### Luego de la unificación
Lasser proveía ideas a sus autores y comentaba sus borradores, intentando mejorar tanto e nivel científico como la calidad de la escritura. Algo de su correspondencia se conserva, incluyendo un intercambio con Jack Williamson, a quien Lasser contrató en 1932 para escribir un cuento basado en el argumento provisto por un lector, ganador de uno de los concursos realizados por a revista. Lasser subrayaba a Williamsom la importancia de la plausibilidad científica, citando como ejemplo un momento en la historia donde los terrícolas debían descifrar un lenguaje escrito de Marte: «Usted debe asegurarse y ser convincente sobre cómo lo harían; no tenían en absoluto método de aproximación a un lenguaje de otro mundo». En una ocasión Lasser trabajo junto a sus autores en El proyector del tiempo, un cuento que apareció en la edición de julio de 1931 de Wonder Stories, atribuida a David H. Keller y David Lasser. Tanto Lasser como más tarde Hornig, tenían completa libertad editorial por parte de Gernsback, quien se reservaba solamente el derecho de dar la aprobación final a los contenidos. Esto contrastaba con el control más estricto que Gernsback tenía sobre el contenido de Amazing Stories en los primeros años de su existencia. El historiador de la ciencia ficción Sam Moskowitz ha sugerido que debido a la situación económica de Wonder Stories, Guernsback quizá evitaba relacionarse con autores a quienes debía dinero.
Lasser permitió que la sección de correo de lectores se convirtiera en una discusión libre de ideas y valores, y publicó cuentos sobre temas como la relación entre sexos. Uno de tales cuentos, La última mujer de Thomas S. Gardner, retrataba un futuro en el que los hombres, habiendo evolucionado contra las necesidades del amor, conservaban a la última mujer en un museo. En El aventurero de Venus, de John Wyndham, un astronauta corrompe a los inocentes nativos de Venus. Lasser evitaba publicar space opera, y varios cuentos de Wonder a principios de la década de 1930 eran más realistas que la mayoría de la ciencia ficción de esa época. Entre otros ejemplos se encuentran Una conquista del espacio de Edmond Hamilton, El hombre olvidado del espacio de P. Schuyler Miller, y varios cuentos de Frank K. Kelly, incluyendo Tragedia lunar.
Lasser fue uno de los fundadores de la American Rocket Society que, bajo su nombre inicial de Interplanetary Society, anunció su existencia en las páginas de Wonder Stories de junio de 1930. Varios escritores de la revista fueron también miembros de la sociedad,m y quizá como consecuencia de esa asociación, Wonder Stories Quarterly comenzó a enfocarse en cuentos con escenarios interplanetarios. Un estudio de las últimas ocho ediciones de Wonder Stories Quarterly realizado por Bleiler encontró casi que dos tercios de la historia eran aventuras interplanetarias, mientras que solo un tercio lo eran en Wonder Stories. Wonder Stories Quarterly agregó un texto que decía «Número interplanetario» a la portada de la edición de invierno de 1931, y lo mantuvo como Cuentos interplanetarios en las ediciones siguientes. Lasser y Guernsback estuvieron además brevemente relacionados con el movimiento tecnocrático. Gernsback publicó dos ediciones de Technocracy Review, dirigidos por Lasser, incluyendo historias de ideas tecnocráticas de Nat Schachner. Aparecieron en Wonder Stories durante 1933, culminando en una novela, La revolución de los científicos.
Se publicaron críticas de libros de ficción y de divulgación científica, y había una columna científica que se esforzaba por responder las consultas de los lectores. Estas características fueron al principio de buena calidad, pero se deterioraron después de la salida de Lasser, aunque no es seguro que él personalmente las haya escrito. Una iniciativa muy influyente fue la creación de la Liga de la ciencia ficción, una organización que reunía a los clubes de fanáticos del género a través del país. Gernsback aprovechó la oportunidad de vender elementos como botones e insignias, y fue sin duda un buen negocio para él, además de una fuente de publicidad.

### Hornig
Cuando Hornig sucedió a Lasser a fines de 1933, intentó continuar y expandir el enfoque de éste. En la edición de enero de 1934 introdujo una nueva política, enfatizando en las historias con originalidad, y limitando aquellas que meramente reutilizaban ideas ya publicadas. Pedía historias que incluyeran buena ciencia, aunque «no tanto como para aburrir a aquellos lectores no interesados en los tecnicismos científicos». Sin embargo Astounding se estaba acercando al liderazgo de las revistas de ciencia ficción en esa época, y Hornig tenía dificultades para competir. Sus tarifas de pago eran menores al centavo por palabra de Astounding; a veces sus escritores cobraban con mucha demora, o no cobraban. A pesar de estas desventajas, Hornig se las arregló para conseguir algún buen material, incluyendo Una odisea marciana de Stanley G. Weinbaum, que apareció en la edición de julio de 1934, y se reimprimió varias veces.
En la edición de diciembre 1934/enero 1935 de Fantasy Magazine, tomó la inusual decisión de listar varias historias que había rechazado por carecer de novedad, y que luego aparecieron en otras revistas. la lista incluía varios autores exitosos de ese momento, como Raymond Z. Gallun y Miles Breuer. La más relevante de las nombradas fue Triplanetario de E. E. Smith, que se publicó en Amazing.
Tanto Lasser como Hornig publicaron ficción traducida de autores franceses y alemanes, entre ellos Otfrid von Hanstein y Otto Willi Gail.
Con el ascenso de Adolf Hitler en la década de 1930 en Alemania, unos pocos lectores, como Donald Wollheim, escribieron cartas quejándose de la inclusión de historias alemanas. La respuesta del editor fue una cerrada defensa de las traducciones: Gernsback argumentaba que los eventos en Alemania eran irrelevantes para el negocio de la ficción.
Las portadas para casi todas las ediciones de Air Wonder, Science Wonder, Wonder Stories y Wonder Stories Quarterly las realizó Frank R. Paul, que había seguiido a Gernsback desde Amazing Stories. la única excepción fue una imagen de tapa compuesta por puntos de colores, que apareció en la edición de noviembre de 1932.

### Weisinger y Friend
Cuando la revista cambió a Beacon Publications, como Thrilling Wonder, la ficción comenzó a centrarse más en la acción que en las ideas. Las tapas, a menudo por Earle K. Bergey, solían describir alienígenas bizarros y damiselas en apuros. En 1939 un lector, Martin Alger, acuñó la frase «bug-eyed monster» para describir este tipo de tapas; la frase luego entró al diccionario como sinónimo de alienígena. Varios escritores conocidos contribuyeron, entre ellos Ray Cummings, y John W. Campbell, cuya serie Ladrones de cerebros de Marte comenzó en Thrilling Wonder en la edición de diciembre de 1936. En agosto de 1936 comenzó una tira cómica, primera edición en la versión de Beacon Publications. La escribía «Max Plaisted», un seudónimo de Otto Binder y su hermano Jack. La tira, titulada «Zarnak» no fue un éxito, y fue cancelada luego de ocho ediciones.
El sucesor de Weisinger, Friend, le dio a la revista un sentido significativamente más juvenil. Usó el seudónimo «Sargento Saturno», y fue generalmente condescendiente con los lectores; esto no fue probablemente su responsabilidad, ya que Margulies, que todavía era el director editorial, le puede haber sugerido atraer a un público más juvenil. Bajo la dirección de Friend, Earle Bergey comenzó a pintar más portadas incluyendo bellas mujeres en trajes de astronauta inverosímiles, o usando su «marca registrada»; sostenes metálicos.

### Merwin y Mines
Merwin, quien asumió con la edición del invierno de 1945, adoptó un enfoque más maduro que Friend. Convenció a Bergey de hacer sus portadas más realistas, y obtuvo trabajos de escritores que habían publicado previamente en Astounding. la edición de verano 1945 de Thrilling Wonder incluyó la historia inédita de Jack Vance El pensador del mundo. Merwin también publicó varios cuentos de Ray Bradbury, algunos de los cualles fueron luego incluidos en la colección Crónicas marcianas. Otros escritores de renombre que Merwin fue capaz de atraer fueron Theodore Sturgeon, A.E. van Vogt, y Robert A. Heinlein. Thrilling Wonder publicaba a menudo cuentos inteligentes, motivadores, algunos de ellos con poca probabilidad de haber sido aceptados por Campbell en Astounding: no le gustaba publicar cuentos que mostraran las consecuencias negativas de los avances científicos, como por ejemplo la energía nuclear. En opinión de Mike Ashley, a fines de la década de 1940 Thrilling Wonder se convirtió en un serio rival para la larga dominación de Astounding en el campo de la ciencia ficción. Sin embargo, esto no fue una opinión universal, ya que la revista fue descripta también durante la época de Merwin como «evidentemente secundaria a Startling».
Samue Mines sucedió a Merwin a fines de 1951, tanto en Startling Stories como en Thrilling Wonder. Se opuso a las restricciones temáticas en el género, y en 1952 publicó en Startling Los amantes de Philip José Farmer, un cuento innovador sobre sexo entre especies. En 1953 le siguió en Thrilling Wonder otra historia rompe tabúes del mismo autor, «Madre», en el que un astronauta hace su hogar en un vientre alienígena. En la edición de diciembre de 1952 de Thrilling Wonder, Mines publicó el cuento de Edmond Hamilton ¿Cómo es fuera?, una historia pesimista acerca de las realidades de la exploración espacial que había sido considerada demasiado sombría para su publicación en la década de 1930. El no lugar de Nod de Sherwood Springer, en el mismo estilo, lidia con el incesto entre padre e hija en un mundo donde son los únicos sobrevivientes. Estos cuentos fueron bien recibidas por los lectores.

### Influencia en el género
Por unos pocos años Lasser fue la fuerza dominante en ciencia ficción. Bajo su mando, Wonder Stories fue la mejor revista del género de principios de la década de 1930, y la más exitosa de todas las experiencias de Gernsback en la temática. Lasser formó a una nueva generación de escritores, que en varios casos no tenían experiencia previa de ningún tipo; Wonder Stories fue parte de una «fuerza de tareas», según Isaac Asimov, donde los jóvenes escritores aprendían su oficio. La revista estuvo menos limitada por las convenciones pulp que sus competidoras, y poublicó algunas novelas como La corriente del tiempo de Eric Temple Bell y El hombre verde Graypec de Festus Pragnell, que no estaban en la corriente principal de la ciencia ficción.
Como Thrilling Wonder la revista fue mucho menos influyente. Hasta mediados de la década de 1940 se enfocó en lectores jóvenes, y en la época en que Merwin y Mines introdujeron un enfoque más adulto, Astounding Science Fiction había logrado un incuestionable liderazgo del género. Thrilling Wonder no podía competir con John Campbell y la Edad de Oro de la ciencia ficción que generó, pero publicó periódicamente obras de calidad. Al final fue incapaz de escapar a sus raíces en la industria pulp, y murió en la masacre que afectó a todas las revistas sobrevivientes en la década de 1950.

## Resumen editorial

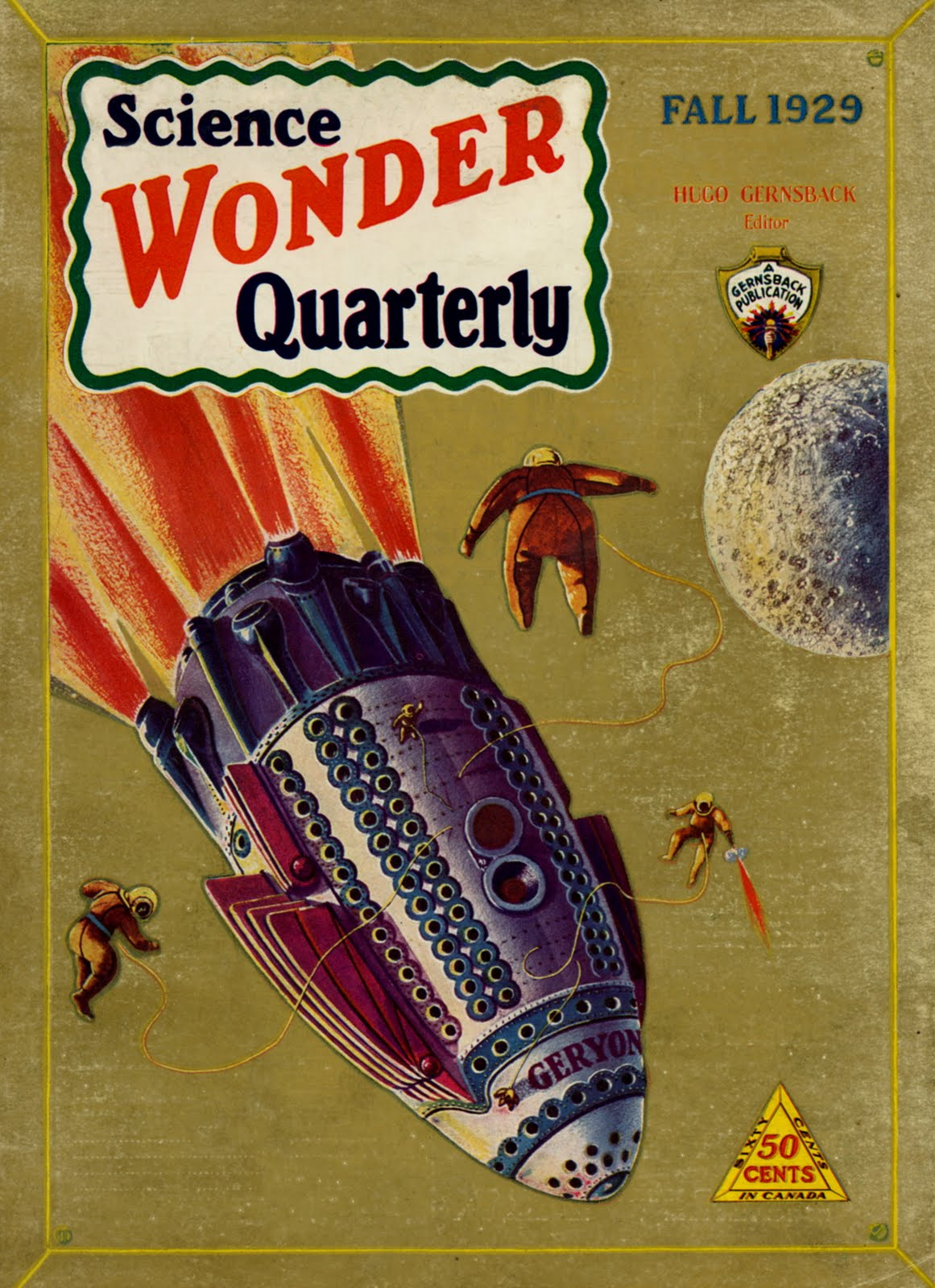
Primera edición de Science Wonder Quarterly, otoño de 1929. Portada de Frank R. Paul.

Las obligaciones editoriales en Wonder Stories y sus revistas relacionadas no siempre fueron realizadas por la persona que ostentaba el cargo de director en el encabezado. desde el principio hasta la venta a Beacon Publications, Gernsback fue listado como redactor jefe; Lasser fue nombrado indistintamente como editor literario, gerente editorial, mientras que Hornig fue listado como gerente editorial. En forma similar, bajo Beacon Publications, el editor nominal, inicialmente Leo Margulies, no siempre fue el único que trabajaba en la revista. La siguiente lista muestra quien realizaba las tareas de dirección y edición.
Air Wonder Stories
- David Lasser (julio 1929 - mayo 1930)

Science Wonder Stories
- David Lasser (junio 1929 - mayo 1930)

Science Wonder Quarterly
- David Lasser (otoño 1929 - primavera 1930)

Wonder Stories
- David Lasser (junio 1930 - octubre 1933)
- Charles Hornig (noviembre 1933 - marzo-abril 1936)

Wonder Stories Quarterly
- David Lasser (verano 1930 - invierno 1933)

Thrilling Wonder Stories
- Mort Weisinger (agosto 1936 - abril 1941)
- Oscar Friend (agosto 1941 - otoño 1944)
- Sam Merwin (invierno 1945 - octubre1951)
- Samuel Mines (diciembre 1951 - verano 1954)
- Alexander Samalman (otoño 1954 - invierno 1955)

La editorial cambió una sola vez durante la vida de la revista, cuando Gernsback vendió Wonder Stories en 1936. Sin embargo, Gernsback cambió el nombre de su empresa de Stellar Publishing Corporation a Continental Publications Inc, a partir de diciembre de 1933. La editora de Thrilling Wonder atravesó por res nombres: Beacon Publications inicialmente, luego Better Publications desde la edición de agosto de 1937, y finalmente, a partir de la edición del otoño de 1943, Standard Magazines.
Gernsback experimentó con el precio y formato, buscando una combinación rentable. Tanto Air Wonder como Science Wonder se publicaron en formato de 216 x 298 mm y con un precio de 25 centavos, igual que las primeras ediciones de Wonder Stories. En la edición de noviembre de 1930 la revista cambió al formato pulp (171 x 251 mm ). Volvió al tamaño anterior después de un año, y en noviembre de 1933 regresó al formato pulp. Las ediciones en este formato tuvieron 144 páginas, las de 216x298 generalmente 96, aunque cinco ediciones desde noviembre de 1932 a marzo de 1933 tuvieron solo 64 páginas. Esas cinco ediciones coincidieron con una rebaja de precio a 15 centavos, que fue revertido en la edición de abril de 1933. Gensback volvió a poner un precio de 15 centavos desde junio de 1935 hasta la venta a Beacon Publications en 1936, aunque en este período no se redujo la cantidad de páginas. Durante la época de Beacon, la revista permaneció en formato pulp.
Hubo dos reimpresiones británicas de Thrilling Wonder. la más antigua la realizó Atlas Publishing, con tres ediciones entre 1949 y 1950, y otras siete entre 1952 y 1953. Pemberton a su vez publicó cuatro ediciones entre 1953 y 1954, numeradas de 101 a 104. También hubo ediciones canadienses entre 1945 y 1946, y entre 1948 y 1951.